# 南湖晚报
南湖晚报是中华人民共和国浙江省嘉兴市的一份晚报。由嘉兴日报社主办，主要发行地区为嘉兴市全市。创办于1995年10月。办报口号为“南湖晚报，我的嘉兴生活”。